# リトアニアサッカー連盟
リトアニアサッカー連盟（リトアニアサッカーれんめい、リトアニア語: Lietuvos Futbolo Federacija, 英語: Lithuanian Football Federation）は、リトアニアにおけるサッカーを統括する競技運営団体。略称はLFF。国際サッカー連盟（FIFA）と欧州サッカー連盟（UEFA）に加盟している。